# Anthony Lawrence
Anthony John Lawrence (12 de agosto de 1912 - 24 de septiembre de 2013) fue un periodista británico. Su papel más destacado fue como jefe corresponsal de Extremo Oriente de la BBC Radio durante la guerra de Vietnam. Falleció en Hong Kong el 24 de septiembre de 2013.

## Carrera
Lawrence afirma que se inspiró para entrar en el periodismo por su "malvado tío" Arthur Lawrence, un periodista de éxito, editor y escritor, y Corresponsal Diplomático del Daily Mail.

## Obras
- Foreign Correspondent, autobiografía publicada por George Allen & Unwin, 1972, ISBN 0-04-915022-7
- ”China: in Farbe”, Sudwest, 1980, ISBN 3-517-00731-5
- ”The Love of China”, Crown, 1980, ISBN 0-517-28796-X
- China: the long march, publicado por Knapp, 1986, ISBN 0-7924-4141-9 (con Brian Brake)
- ”The Fragrant Chinese”, publicado por The Chinese University Press, 1993, ISBN 962-201-572-7.